# Parož
Parož – wieś w Słowenii, w gminie Dobrna. W 2018 roku liczyła 48 mieszkańców.